# Erro (torrente)
L'Erro  (Er in piemontese) è un grosso torrente della Liguria e del Piemonte.

## Percorso
Il torrente nasce in Liguria in provincia di Savona dalla confluenza del rio di Montenotte con il rio della Volta. Bagna Pontinvrea, Mioglia, Sassello; a Ponte Erro entra in Piemonte, in provincia di Alessandria, nel comune di Malvicino.
Successivamente passa nei pressi di Cartosio, Rivere e di Castelletto d'Erro; scorre poi nel territorio di Arzello, bagna Melazzo e Terzo, gettandosi nella Bormida poco lontano da Acqui Terme.
Il nome del torrente potrebbe derivare dalla radice ligure Er, che potrebbe essere legata al concetto di “acqua che scorre”.

## Portate medie mensili

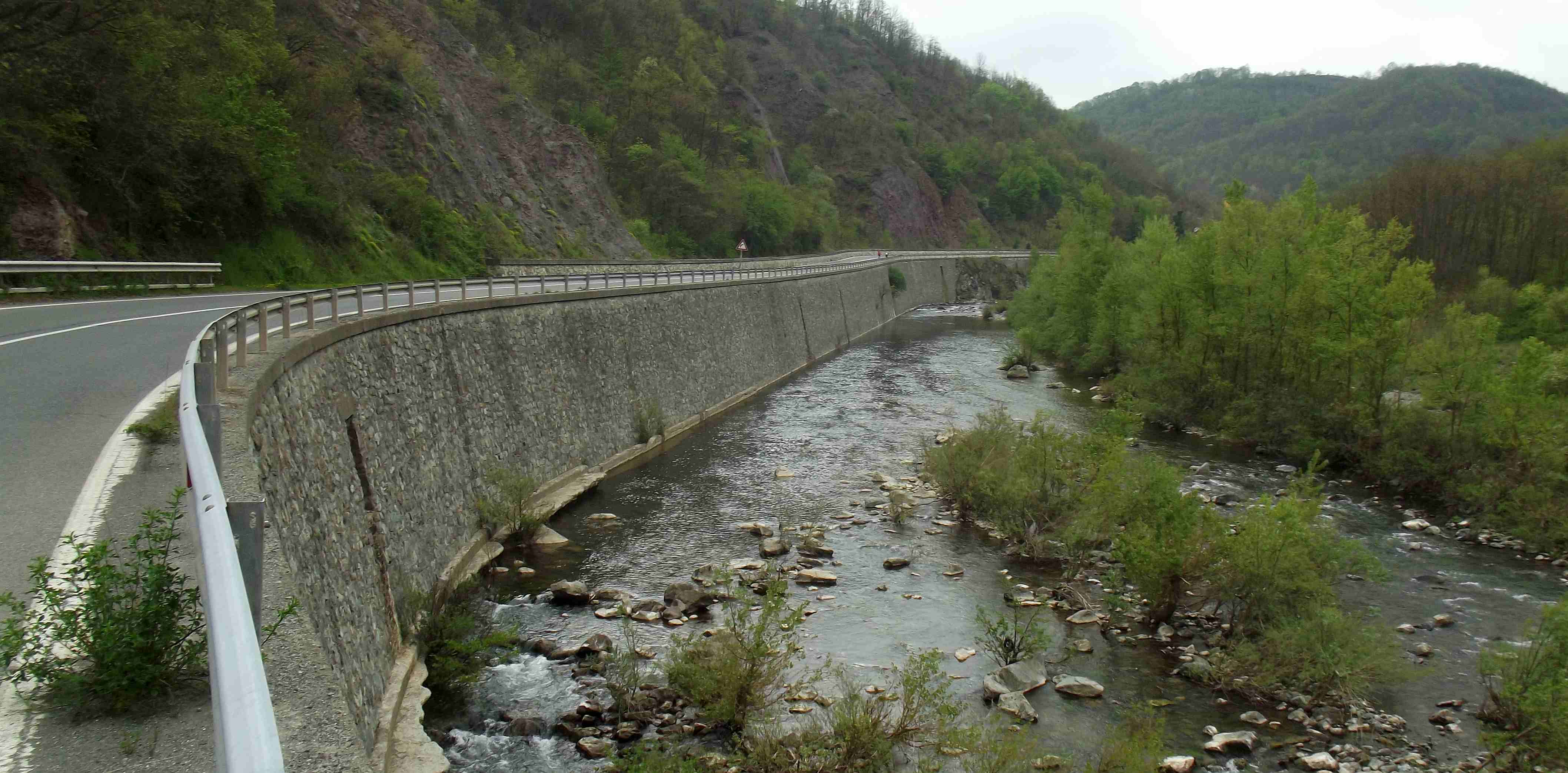
L'Erro e la ex-SS 334.